# Ateistova oklada
Ateistova oklada je ateistički odgovor na tzv. "Pascalovu okladu", argument koji sugerira korisnost vjerovanja u Boga. Blaise Pascal tumači kako je isplativije vjerovati u Boga ("okladiti se u Njegovo postojanje") iako postoji mogućnost da ne postoji, nego ne vjerovati u tog istog Boga i riskirati gubitak beskonačnog blaženstva u slučaju da On postoji. Ateistova oklada glasi:

## Marko Aurelije
Ovaj se argument nalazi u nešto izmijenjenom obliku u filozofskom djelu Misli starorimskog cara i filozofa Marka Aurelija. Filozofsko djelo je pisano na grčkom i nosi naslov Τὰ εἰς ἑαυτόν (čitaj:Ta eis heautón) što bi se doslovno moglo prevesti "Samom sebi" ili "(Razmišljanja) za samog sebe".
Postoje dva mjesta u njegovim "Mislima" koja se mogu interpretirati na gore naveden način:

## Objašnjenje
Ako se analiziraju sve mogućnosti izbora u odnosu na to kako živjeti život, moguće su sljedeće opcije:
- Može se živjeti život u dobroti i vjerovati u Boga, a dobar Bog postoji; u tom slučaju osoba ide u Raj: dobitak je beskonačan.
- Može se živjeti život u dobroti i ne vjerovati u Boga, a dobar Bog postoji; u tom slučaju osoba ide u Raj: dobitak je beskonačan.
- Može se živjeti život u dobroti i vjerovati u Boga, a dobar Bog ne postoji; u tom slučaju osoba svojim dobrim djelima ostavlja svijet boljim: dobitak je ograničen.
- Može se živjeti život u dobroti i ne vjerovati u Boga, a dobar Bog ne postoji; u tom slučaju osoba svojim dobrim djelima ostavlja svijet boljim: dobitak je ograničen.
- Može se živjeti zao život i vjerovati u Boga, a dobar Bog postoji; u tom slučaju osoba ide u Pakao: gubitak je beskonačan.
- Može se živjeti zao život i ne vjerovati u Boga, a dobar Bog postoji; u tom slučaju osoba ide u Pakao: gubitak je beskonačan.
- Može se živjeti zao život i vjerovati u Boga, a dobar Bog ne postoji; u tom slučaju osoba svojim zlim djelima ostavlja svijet lošijim: gubitak je ograničen.
- Može se živjeti zao život i ne vjerovati u Boga, a dobar Bog ne postoji; u tom slučaju osoba svojim zlim djelima ostavlja svijet lošijim: gubitak je ograničen.

Tablica dolje prikazuje dobivene vrijednosti za svaku moguću kombinaciju:
|                 | vjera u Boga (V) | manjak vjere u Boga (¬V) |
| dobar život (D) | +∞ (Raj)         | +∞ (Raj)                 |
| zao život (¬D)  | -∞ (Pakao)       | -∞ (Pakao)               |

|                 | vjera u Boga (V)         | manjak vjere u Boga (¬V) |
| dobar život (D) | +X (pozitivno naslijeđe) | +X (pozitivno naslijeđe) |
| zao život (¬D)  | -X (negativno naslijeđe) | -X (negativno naslijđe)  |

Sudeći po rezultatima, očigledno je nevažno vjerovanje u Boga ili manjak vjerovanja za konačnu sudbinu pojedinca. U konačnici je isplativije živjeti dobar život (D), umjesto lošeg života (-D), neovisno od samog vjerovanja u Boga (V ili -V).